# Rufo (color)

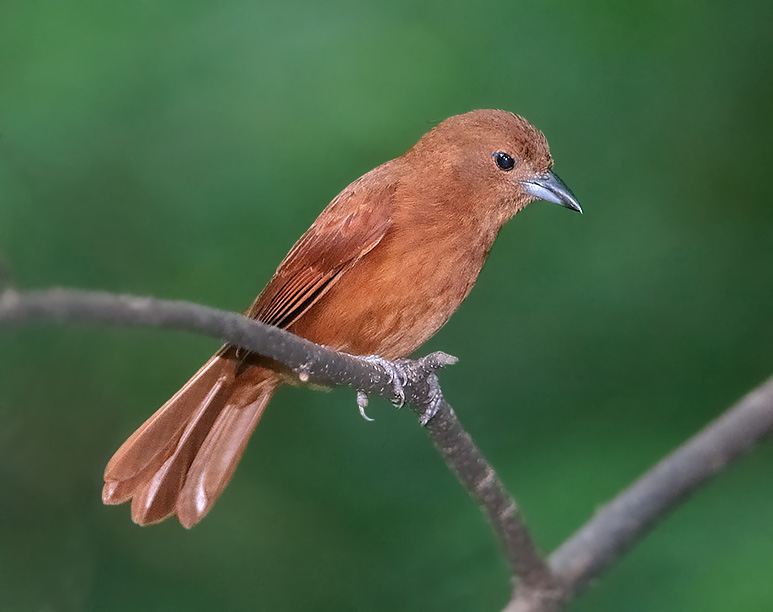
La hembra del frutero chocolatero (Tachyphonus rufus), cuyo plumaje es completamente rufo.

Rufo (del latín rufus, ‘rojo, rojizo, pelirrojo’, y este del cognado osco-umbro del latín ruber, ‘rojo’) es la denominación común de las coloraciones rojizas, rubias o bermejizas.

El poeta italiano del siglo XVI Antonio Telesio, en su obra Libellus de coloribus (1528) dedica un capítulo al color rufo y lo describe como el color rojo dorado o rojo naranja del cabello de las personas pelirrojas y de los animales de color rojizo.

## Usos
Actualmente, la adjetivación cromática «rufo» se aplica al cabello humano y a las plumas de las aves; raramente al pelaje de los cuadrúpedos. Su principal área de uso es en ornitología, donde describe al plumaje marrón rojizo, como de color de óxido de hierro.
A la derecha se provee una muestra del color denominado rufous (rufo) en Color standards and color nomenclature, manual especializado de Robert Ridgway, que se usa como referencia para la denominación de colores en biología y disciplinas relacionadas.